# 湯鼐
湯鼐（1444年—？），字用之，鳳陽府壽州羊石（今寿县正阳关）人。明朝官員、進士出身。

## 生平
幼时家境贫困，聰穎好學，江右侍御史刘梦蟾對其甚爲器重。成化十年（1474年）甲午科應天府鄉試第五名舉人，十一年（1475年）联捷乙未科三甲進士。授行人，拔擢為御史。孝宗繼位後，彈劾大學士萬安罔上誤國。弘治元年正月，又彈劾禮部尚書周洪謨，侍郎倪岳、張悅，南京兵部尚書馬文升。結怨甚多。後因中書舍人吉人之事被貶海州。

## 家族
曾祖湯順一。祖父湯應善。父湯彥和。

## 延伸阅读
[在维基数据编辑]
 《明史卷一百八十》，出自《明史》